# Lu Chin-ku
 (mai 2024).
La mise en forme du texte ne suit pas les recommandations de Wikipédia : il faut le « wikifier ».
Les points d'amélioration suivants sont les cas les plus fréquents :
- Les titres sont pré-formatés par le logiciel. Ils ne sont ni en capitales, ni en gras.
- Le texte ne doit pas être écrit en capitales (les noms de famille non plus), ni en gras, ni en italique, ni en « petit »…
- Le gras n'est utilisé que pour surligner le titre de l'article dans l'introduction, une seule fois.
- L'italique est rarement utilisé : mots en langue étrangère, titres d'œuvres, noms de bateaux, etc.
- Les citations ne sont pas en italique mais en corps de texte normal. Elles sont entourées par des guillemets français : « et ».
- Les listes à puces sont à éviter, des paragraphes rédigés étant largement préférés. Les tableaux sont à réserver à la présentation de données structurées (résultats, etc.).
- Les appels de note de bas de page (petits chiffres en exposant, introduits par l'outil «  Source ») sont à placer entre la fin de phrase et le point final[comme ça].
- Les liens internes (vers d'autres articles de Wikipédia) sont à choisir avec parcimonie. Créez des liens vers des articles approfondissant le sujet. Les termes génériques sans rapport avec le sujet sont à éviter, ainsi que les répétitions de liens vers un même terme.
- Les liens externes sont à placer uniquement dans une section « Liens externes », à la fin de l'article. Ces liens sont à choisir avec parcimonie suivant les règles définies. Si un lien sert de source à l'article, son insertion dans le texte est à faire par les notes de bas de page.
- La présentation des références doit suivre les conventions bibliographiques. Il est recommandé d'utiliser les modèles {{Ouvrage}}, {{Chapitre}}, {{Article}}, {{Lien web}} et/ou {{Bibliographie}}. Le mode d'édition visuel peut mettre en forme automatiquement les références.
- Insérer une infobox (cadre d'informations à droite) n'est pas obligatoire pour parachever la mise en page.

Pour une aide détaillée, merci de consulter Aide:Wikification.
Si vous pensez que ces points ont été résolus, vous pouvez retirer ce bandeau et améliorer la mise en forme d'un autre article.
Ne doit pas être confondu avec Liu Yung, parfois aussi crédité Tony Liu
Tony Lu Chin-ku (魯俊谷), de son vrai nom Wang Chun-yeung (王振仰) est un acteur et réalisateur hongkongais né en décembre 1946 s'étant illustré au cours du crépucule des studios Shaw Frères par des œuvres cinématographiques au style flamboyant, dont la propension à l'utilisation d'effets appuyés, d'une palette chromatique décomplexée et d'exagérations diverses le font comparer par le  critique Richard Meyers à Busby Berkeley et Baz Luhrmann.
Originaire du Fujian et ayant immigré à Hong-Kong en 1962, il rejoint les studios Cathay en 1970 et adopte alors le nom de scène de Lu Chun. Après la fermeture de la Cathay, il travaille pour le cinéma indépendant puis rejoint la Shaw Brothers en 1979 en tant que réalisateur. L'auteur spécialisé Arnaud Lanuque le qualifie de "génie oublié".

## Filmographie partielle

### Acteur
Il tourne dans 54 films, dont :
- 1972 : La dialectique peut-elle casser des briques ? : un capitaliste
- 1972 : Blind Boxer
- 1973 : Winchester, Kung-fu et Karaté
- 1976 : Bruce Lee & I : monsieur Zhao
- 1977 : Broken Oath

### Réalisateur
Il réalise une quarantaine de films, dont certains sont sortis en salle en France au cours des années 1970 :
- 1975 : On m'appelait Bruce Lee
- 1976 (?) : Le Tigre de Hong Kong[5]
- 1977 : Shao-lin et les hommes de bronze[6]
- 1983 : Bastard Swordsman
- 1983 : The Lady Assassin
- 1984 : Secret Service of the Imperial Court
- 1990 : The Dragon Fighter
- 1993 : Angel Terminators 2

### Biblio-vidéographie
- Julien Sévéon, "Présentation du réalisateur Tony Liu", bonus des DVD The Dragon Fighter et Devil Hunters, éditions Spectrum, 2020